# Brachypteryx hyperythra
El alicorto ventrirrufo (Brachypteryx hyperythra) es una especie de ave paseriforme de la familia Muscicapidae endémica del sistema de los Himalayas.

## Distribución y hábitat
El alicorto ventrirrufo vive únicamente en el Himalaya oriental y montañas aledañas, distribuido por el norte de la India, suroeste de China y noroeste de Birmania.
Su hábitats naturales son los bosques de montaña y las zonas de matorral subtropical. Sufre la pérdida de hábitat, aunque se ha descubierto que es más abundante de lo que se creía, por ello su clasificación pasó de vulnerable a especie casi amenazada en la Lista Roja de la UICN en 2007.